# Patrick Desbois
Patrick Desbois (Chalon-sur-Saône, 1955. június 26. –) francia római katolikus pap, a Francia Püspöki Konferencia judaizmussal való kapcsolataival foglalkozó bizottság egykori vezetője és a Vatikán tanácsadója. Ő az alapítója a Yahad-In Unumnak, egy olyan szervezetnek, amelynek célja a náci gyilkos kommandó egységek zsidó áldozatainak a tömegsírjainak felkutatásával foglalkozik az egykori Szovjetunióban. A holokausztot dokumentáló munkájáért megkapta a Légion d'honneur-t, Franciaország legmagasabb kitüntetését, valamint a Német Szövetségi Köztársaság Érdemrendjét (Érdemkereszt I. osztály), Németország legmagasabb kitüntetését a Yahad-In Unummal végzett munkájáért, amely a kelet-európai holokauszt dokumentálásával foglalkozik.

## Iskolái
Desbois az Université de Dijon-ra járt, 1977-ben matematikai diplomát szerzett. 1981-ben beiratkozott a Prado Nagy Szemináriumba, és 1986-ban szentelték pappá. Ugyanebben az évben a Lyoni Katolikus Egyetemen szerzett mesterfokozatot teológiából.

## Pályafutása
1978-ban Desbois atya matematika tanárként dolgozott a francia kormánynál Afrikában. Később Teréz anyának dolgozott Kalkuttában, ahol segített otthonokat felállítani haldoklók számára. Miután 1986-ban, 31 évesen felszentelték, 1992-ben a lyoni Prado Nagyszemináriumának elöljárója lett. 1992-99 között Albert Decourtray, Jean Balland és Louis-Marie Billé bíborosok zsidó kapcsolatokért felelős titkára volt. Miután kérte, hogy a franciaországi zsidó közösséggel dolgozzon, 1999-től 2016-ig a Püspökök a zsidó közösséggel való kapcsolatokért Felelős Francia Konferenciájának titkárává nevezték ki. 2016 óta a párizsi bíboros megbízottja. A Vatikán judaizmussal való kapcsolatainak a tanácsadója.
2004-ben csatlakozott a francia katolikus és zsidó közösség vezetőihez a Yahad-In Unum (héberül és latinul "együtt") megalapításában. A szervezet célja a katolikusok és a zsidók közötti kapcsolatok elmélyítése. Legnagyobb és legambiciózusabb kezdeményezése a náci mobil gyilkos egységek, az Einsatzgruppen zsidó áldozatai tömegsírhelyeinek felkutatása a volt szovjet köztársaságokban és a keleti blokkban.
Munkáját a pápa jóváhagyta, Franciaország elnöke elismerte, bátorította és támogatta Európában és az Egyesült Államokban. Desbois nemzetközileg elismert rendkívüli erőfeszítéseiért; kitüntetései közé tartozik a Simon Wiesenthal Központ vitézségi érme, a Hebrew Union College Roger E. Joseph-díja, az Egyesült Államok Holokauszt Emlékmúzeumának Humanitárius Díja, az Amerikai Zsidó Bizottság Jan Karski-díja, a B'nai B'Rith Nemzetközi Díj a zsidó néppel fenntartott kapcsolatokhoz való kiemelkedő hozzájárulásért, nemrég pedig a National Jewish Book Award 2008-as Holocaust by Bullets (Palgrave-Macmillan) című könyvéért. 2013-ban megkapta az LBJ Moral Courage Award-ot a Houston Holocaust Múzeumtól.
2015 és 2016 között adjunktusként a Georgetowni Egyetem Edmund A. Walsh School of Foreign Service programjában tanított a Zsidó civilizációért programban. 2016 óta a Georgetown Egyetem Zsidó Civilizáció Központjában a Braman Endowed Professorship holokauszt kriminalisztikai gyakorlatának professzora.

## Yahad-In Unum
Desbois atya érdeklődése a holokauszt iránt már fiatalon elkezdődött, mert nagyapja, aki segített felnevelésében, egy francia katona volt, akit a második világháború idején a rava-ruskai náci fogolytáborba deportáltak. Nagyapja nem sokat beszélt a táborban töltött idejéről, Desbois atya pedig továbbra is kíváncsi maradt a holokausztra és annak zsidó áldozataira.
Gyermekkori érdeklődésének köszönhetően Desbois atya a zsidó hitet tanulta, miközben katolikus pappá szentelésére készült. Antiszemitizmust hallgatott a Yad-Vashemben, majd a zsidó vallást és kultúrát Dr. Charles Favre-nál, a francia zsidó közösség egyik vezetőjénél. 2002-ben Ukrajnába utazott, hogy megnézhesse, hol raboskodott nagyapja a háború alatt, és tiszteletét fejezte ki az elveszett életek emlékművénél. Megérkezésekor megdöbbenve fedezte fel, hogy egész Ukrajnában és Fehéroroszországban egyetlen megjelölés vagy megemlékezés sem létezik 1,25 millió zsidó áldozatról. A kezdeti tapasztalatairól szólva Desbois elmesélte, hogy:
2002-ben Ukrajnában utazott, és felkereste nagyapja bebörtönzésének helyszínét, Rawa-Ruskát. Desbois tudta, hogy a második világháború előtt több mint 15 000 zsidó élt a városban, de amikor megkérdezte, hol gyilkolták meg őket, a polgármester azt mondta, hogy senki nem tud erről semmit. "Hogyan lehet több mint 10 000 zsidót megölni a faluban és senki sem tud róla?" mondta. "Tudtam, hogy ki kell derítenem, mi történt. Így hát kétszer, háromszor, négyszer jöttem vissza Rawa-Ruskába. Aztán a polgármester elvesztette a választást és új polgármestert választottak."
Az új polgármester az erdőbe vezette Desbois-t, ahol elmondása szerint körülbelül 50 idős férfi és nő gyűlt össze félkörben a faluból. „Ön Rawa-Ruska utolsó 1500 zsidójának sírján áll” – mondta a polgármester. A falubeliek egymás után léptek elő, és mesélték el a második világháború alatti élményeiket. Elmesélték, hogyan vezették ki a zsidókat erre a tisztásra, meredek gödröket ásattak és értéktárgyaikat elvették, mielőtt lelőtték őket. Történeteket meséltek el arról, hogy a németek arra kényszerítették őket – akkori gyerekeket vagy tinédzsereket –, hogy őrizzék a zsidókat, nehogy elmeneküljenek, majd temessék be a holttestekkel teli gödröket, szolgálják ki a német katonákat étellel, és még egy gramofont is hozzanak nekik, hogy zenét hallgathassanak.
Desbois felidézi az egyik nőt – „egy kék sálat viselő öreg hölgyet” –, aki könnyek között azt mondta neki: „A tanyámon voltam, 14 éves voltam, és azt mondták: „Gyere, gyere” és be kellett másznom a fák közé, összeszedni a holttestek darabjait és a sírba tenni, ágakkal elrejtve, hogy a következő zsidók ne lássák őket. És akkor érkeztek teherautókon még zsidók Rawa-Ruskából."
E kinyilatkoztatásokat követően a falubeliek azt mondták Desbois-nak, hogy korábban soha nem beszéltek nyilvánosan a történtekről. Sokan kérdezték a papot, mielőtt elment: "Miért jössz ilyen későn? Már vártunk rád."
A súlyos mulasztás orvoslása érdekében Desbois atya 2004-ben segített a Yahad-In Unum megalapításában. A szervezet 1941 és 1944 között Ukrajnában, Oroszországban, Fehéroroszországban, Litvániában, Lengyelországban, Moldovában és Romániában történt tömeges zsidó- és romagyilkosságról gyűjt információkat. Helyi kortárs szemtanúkat hallgatnak ki az otthonuk mellett történt tömeges lövöldözésről, és az ott található tömegsírokról. Desbois becslése szerint Ukrajnában 1200 sírban nem kevesebb, mint 1 millió áldozat van eltemetve.
Desbois sok interjút maga készít a tanúkkal (és fordítókkal). Fémdetektorok segítségével ő és csapata német töltényeket és golyókat ásott elő a gödrökből, ahová holttesteket dobtak, valamint az áldozatok ékszereit. A Desbois atyával szemben megfogalmazott bírálatok közé tartozik, hogy elfogadta az általa interjúvoltak bevallását a háborús bűnökben való bűnrészességről. Omer Bartov professzor kijelentette: "Desbois nem kérdez sokat azoktól, akikkel beszél. ...Azt a benyomást kelti, mintha a németek követték volna el az összes gyilkosságot, de valójában a népirtás szervezésének nagyrészt sok köze van a kisegítő és a helyi rendőrséghez. Őt ez nem érdekli." Paul Shapiro, az Egyesült Államok Holokauszt Emlékmúzeumának munkatársa így ellenkezett: "Néhány ember kritikusan fogalmazott a módszertanával szemben, de senki más nem csinál ilyen munkát. Könnyű kritikusnak lenni; sokkal nehezebb megszerezni a kellő állóképességet és elkötelezettséget, hogy újra és újra elmenjünk ezekre a helyekre."
2014 márciusában François Hollande francia elnök méltatta Desbois atya munkáját:
Desbois atya saját családtörténetén keresztül fedezte fel az ukrán zsidók tragédiáját. A „Holocaust by Bullets” elismeréséért dolgozott, mert a holokauszt már a táborok előtt elkezdődött, ráadásul nem csak Ukrajnában. Nagyon fontos tudni, hogyan kezdődött a népirtó folyamat, és hogyan jutott el a megsemmisítő táborokig.
2017 júliusában Ferenc pápa áldást és bátorító üzenetet küldött Desbois atyának és Yahad-In Unumnak, és ezt írta:
A Szentatya arra biztatja a Yahad-In Unum tagjait, hogy folytassák a küzdelmet a különböző közösségekhez tartozó férfiak és nők által elszenvedett erőszak igazságos elismeréséért.

## Action Yazidis
A Yazidis akciót Patrick Desbois vezeti, és a túlélők szavait gyűjti össze, hogy dokumentálja és bizonyítékkal szolgáljon az Iszlám Állam által a jazidik ellen elkövetett népirtás minden lépésére vonatkozóan. Desbois atyával 2016-ban Sinjarban készített interjút Lara Logan a 60 Minutes egyik epizódjában. 2018 júliusáig Desbois és csapata közel 300 félig irányított interjút készített minden korosztályú jazidi áldozatokkal.
Emmanuel Macron francia elnök méltatta munkáját 2017 novemberében:
Üdvözlöm annak a jól dokumentált munkának a fontosságát és komolyságát, amelyet Ön és egyesülete végez a jazidi népirtás tragédiája súlyosságának hangsúlyozása érdekében.
Patrick Desbois könyve, amely az Action Yazidis munkásságát tükrözi (Costel Nastasie-val: The Terrorist Factory – ISIS, the Yazidi Genocide, and Exporting Terror), 2018-ban jelent meg.

## A judaizmussal való kapcsolatokért felelős püspöki bizottság
A Francia Püspöki Konferencia judaizmussal foglalkozó bizottságának igazgatójaként betöltött pozíciója miatt Desbois atyának meg kellett küzdenie az SSPX püspök, Richard Williamson tagadó megjegyzéseit követő vitával. Mivel azonban Desbois pozitív kapcsolatokat ápol a zsidó közösséggel, nagy bizalmat tudott megőrizni egy egyébként nehéz időszakban.

## Díjai
- 2007. május 1.: az Amerikai Zsidó Bizottság „Jan Karski-díjjal” tüntette ki a „Soah zsidó áldozatainak tömegsírjainak azonosítására tett erőfeszítéseiért”, valamint „a keresztények és zsidók közötti megértés előmozdítása iránti elkötelezettségéért”.
- 2008. május 4.: David Ellenson rabbi átadta a Roger E. Joseph-díjat Desbois-nak New Yorkban.
- 2008. május 7.: Az éves National Tribute Dinner-en a Los Angeles-i Simon Wiesenthal Központ átadta a Jewish Medal of Valor kitüntetést Desbois-nak a vallási tolerancia és együttműködés iránti elkötelezettségéért.
- 2008. június 12.: Légion d'honneur kitüntetést kapott a holokauszttal kapcsolatos munkájáért.
- 2008. október 9.: Elnyerte a Shofar of Freedom-díjat.
- 2008: Országos Zsidó Könyvdíjat nyert a The Holocaust by Bullets: A Priest's Journey to Uncover the Truth Behind the Murder of 1.5 Million Jews-ért.
- 2009. május 12.: tiszteletbeli doktori cím a Bar Ilan Egyetemen (Izrael)
- 2008: A Zsidó Könyvtanács Országos Zsidó Könyvdíjának kitüntetettje
- 2009. június 7.: tiszteletbeli doktori cím a Héber Egyetemen (Izrael)
- 2012. május 16.: tiszteletbeli doktori cím a New York Egyetemen (Egyesült Államok)
- 2013. május 3.: a University of Winnipeg (Kanada) tiszteletbeli doktora
- 2013: LBJ Moral Courage Award a Houston Holocaust Múzeumtól
- 2014. március 4.: a Francia Zsidó Intézmények Képviselőtestülete (Conseil Représentatif des Institutions juives de France) kitüntetésben részesítette.
- 2015. május 21.: tiszteletbeli doktori cím az Amerikai Zsidó Teológiai Szemináriumtól (Egyesült Államok)
- 2017. április 28.: tiszteletbeli doktori cím a St. Francis College-tól (Egyesült Államok)
- 2017. október 24.: Tom Lantos Emberi Jogi Díj a Lantos Alapítványtól
- 2018. november 8.: Anti-Defamation League Award az ADL In Concert Against Hate rendezvényen
- 2019. március 26.: Raphael Lemkin(wd)-díj a népirtás elleni küzdelemben végzett példaértékű munkáért, a Zsidó Világkongresszustól és Ruanda állandó ENSZ-képviseletétől a világszerte elkövetett népirtási bűncselekmények kivizsgálása és leleplezése iránti elkötelezettsége tiszteletére.
- 2023. január 25.: Annetje Fels-Kupferschmidt-díj a Holland Auschwitz Bizottságtól
- 2023. június 12.: A Német Szövetségi Köztársaság Érdemrendje (Érdemkereszt I. osztály)
- 2024. február 5.: Örök Láng díj az Ackerman Center for Holocaust Studies-tól, University of Texas at Dallas

## Publications (english)
- Father Patrick Desbois, The Holocaust by Bullets: A Priest's Journey to Uncover the Truth Behind the Murder of 1.5 Million Jews, English translation by Catherine Spencer. New York: Palgrave Macmillan(wd), 2008. ISBN 978-0-230-61757-5 (trade paper edition)
- Father Patrick Desbois, In Broad Daylight: The Secret Procedures behind the Holocaust by Bullets, English translation by Hilary Reyl and Calvert Barksdale. New York: Skyhorse Publishing(wd), 2018. ISBN 978-1-628-72857-6 (hardback)
- Father Patrick Desbois and Costel Nastasie, The Terrorist Factory: ISIS, the Yazidi Genocide, and Exporting Terror, English translation by. New York: Skyhorse Publishing, 2018. ISBN 978-1-628-72946-7 (hardback)

## Magyarul
- A golyók általi holokauszt. Halál fényes nappal – Holocaust Dokumentációs Központ és Emlékgyűjtemény Közalapítvány, Budapest, 2022 · ISBN 9786155132308 · Fordította: Jakab Attila, előszó Denis Peschanski, bev. Andrej Umansky

## Fordítás
- Ez a szócikk részben vagy egészben  a   Patrick Desbois című angol Wikipédia-szócikk fordításán alapul.  Az eredeti cikk szerkesztőit annak laptörténete sorolja fel. Ez a jelzés csupán a megfogalmazás eredetét és a szerzői jogokat jelzi, nem szolgál a cikkben szereplő információk forrásmegjelöléseként.